# UTC+03:00

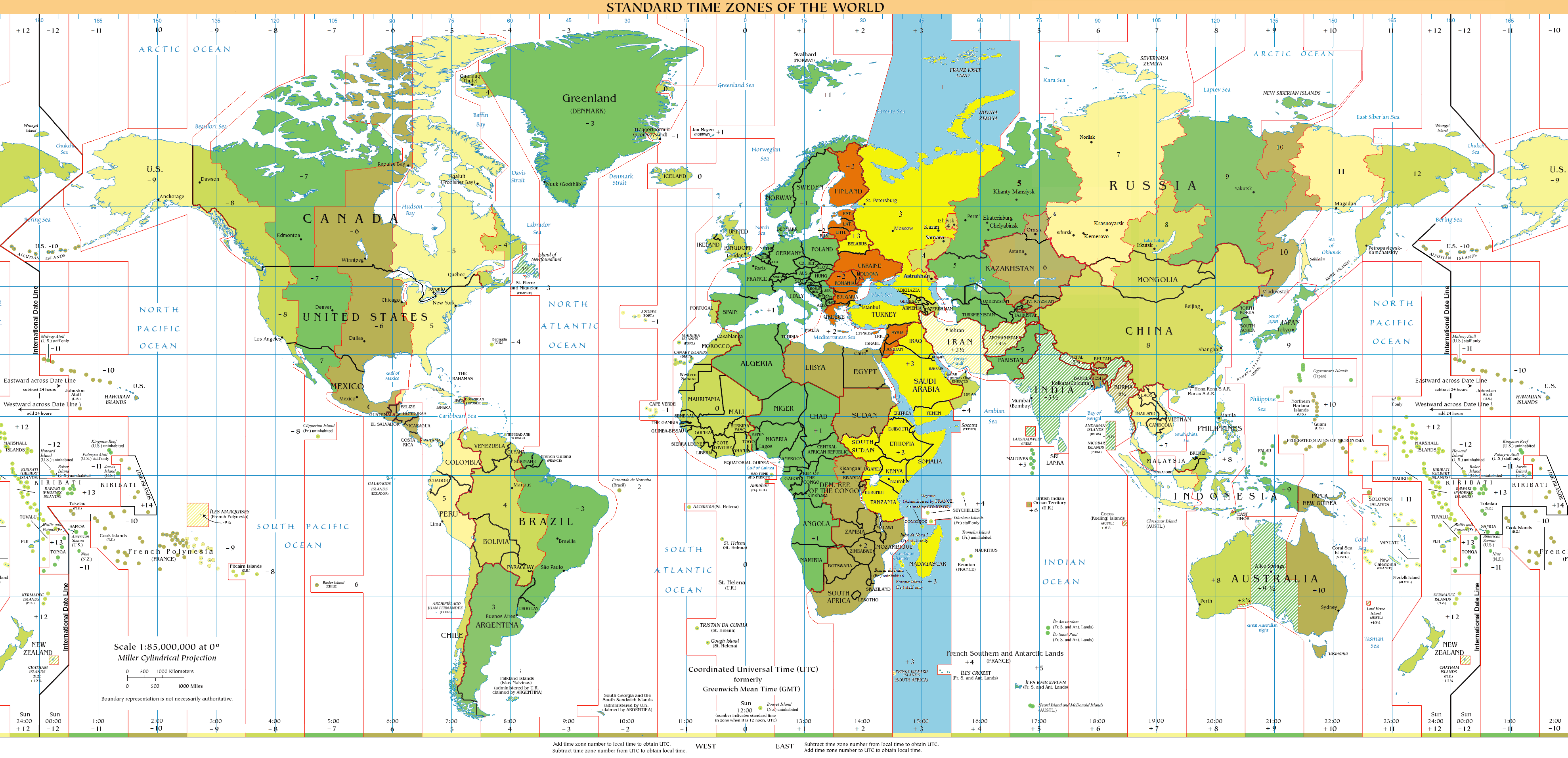
UTC+03:Blau (desembre), taronja (juny), groc (l'any sencer), blau clar (àrees marines)

UTC+03:00 és una zona horària d'UTC amb 3 hores més tard que l'UTC. El seu codi DTG és C-Charlie.

## Zones horàries
- Arabic Standard Time (AST)
- East Africa Time (EAT)
- Kaliningrad Standard Time (MSK-1)

Horaris d'estiu
- Eastern Europe Summer Time (EEST) (en català: Hora d'Europa Oriental d'Estiu)
- Israel Daylight Time (IDT)

## Franges

### Temps estàndard (l'any sencer)

#### East Africa Time
- Comores
- Djibouti
- Eritrea
- Etiòpia
- França
  - Mayotte
  - Illes Esparses de l'Oceà Índic (incloses les illes deshabitades: Bassas da India, Illa Europa, Illa Juan de Nova)
- Kenya
- Madagascar
- Somàlia
- Sudan
- Sudan del Sud
- Tanzània
- Uganda

#### Kaliningrad Time
- Rússia
  - Kaliningrad

#### Arabia Standard Time
- Aràbia Saudita
- Bahrain
- Iemen
- Iraq
- Jordània
- Kuwait
- Qatar
- Síria
- Turquia

### Temps d'estiu (estiu a l'hemisferi nord)
Aquestes zones utilitzen el UTC+02:00 a l'hivern i el UTC+03:00 a l'estiu.

#### Eastern Europe Summer Time
- Bulgària
- Estònia
- Finlàndia
- Grècia
- Letònia
- Lituània
- Moldàvia
- Romania
- Ucraïna
- Xipre

## Geografia
UTC+03 és la zona horària nàutica que comprèn l'alta mar entre 37,5°E i 52,5°E de longitud. En el temps solar aquest fus horari és el corresponent el meridià 45° est.
Anecdòticament, el punt fronterer entre Finlàndia, Noruega i Rússia és l'únic lloc d'Europa en què tres zones horàries es troben (UTC+1, UTC+2 i UTC+3).

## Història
Kaliningrad (Rússia) seguia al Kaliningrad Time (USZ1) idèntica que Hora d'Europa Oriental, UTC+2 a l'hivern i UTC+3 a l'estiu, però al 27 de març del 2011 és l'últim vegada que es canviava a UTC+2 a UTC+3. S'elimina l'horari d'estiu i tot l'any usarà UTC+3.
Udmúrtia i l'óblast de Samara també situats a Rússia utilitzaven fins al 28 de març de 2010 l'UTC+4, ara utilitzen l'UTC+3.
Geòrgia va canviar de l'UTC+04 a l'UTC+03 al 27 de juny del 2004, però va tornar a l'UTC+04 al 27 de març de 2005.
L'Hora de Moscou és l'UTC+04 tot l'any des del 27 de març del 2011.